# Sainte-Marthe, Québec
Sainte-Marthe är en kommun i provinsen Québec i Kanada. Den ligger i regionen Montérégie, i den sydöstra delen av landet, 110 km öster om huvudstaden Ottawa.